# Tofta (Halland)
Tofta is een plaats in de gemeente Varberg in het landschap Halland en de provincie Hallands län. De plaats heeft 350 inwoners (2005) en een oppervlakte van 55 hectare.

## Verkeer en vervoer
Bij de plaats lopen de E6/E20 en Riksväg 41.
De plaats heeft een station aan de spoorlijn Borås - Varberg.